# Marc Emili Bàrbula (cònsol)
Marc Emili Bàrbula (llatí: Marcus Aemilius L. f. Q. n. Barbula) va ser un polític romà, fill de Luci Emili Bàrbula i membre de l'antiga gens Emília, de probable origen sabí.
Va ser cònsol l'any 230 aC, i va dirigir la guerra contra els lígurs juntament amb el seu col·lega Marc Juni Pera. L'historiador medieval Joan Zonaràs diu que, quan els cartaginesos van conèixer aquesta guerra contra els lígurs, van decidir marxar contra Roma, però van renunciar a aquesta idea quan els cònsols van arribar al seu país. Els van rebre amb grans mostres d'amistat. Això és evidentment un error i, amb tota probabilitat els fets s'han de referir als gals, que, segons diu Polibi, estaven a punt de revoltar-se a causa de la Llei Flaminia, proclamada dos anys abans, el 232 aC, que establia la divisió i el repartiment de les terres de la regió del Picè.